# Magdanly
Magdanly (russisch Магданлы, bis 2002 Gowurdak/Говурдак) ist eine Stadt im Osten Turkmenistan. Sie liegt in der Provinz Lebap und hatte 2009 knapp 65.000 Einwohner.
Magdanly liegt an den Ausläufern das Kugitangtau-Gebirges und ist etwa 260 Kilometer südöstlich  von der Großstadt Turkmenabad entfernt. Die Stadt ist über eine Eisenbahnlinie mit Atamurat und Termes verbunden. In Magdanly finden findet sich Düngemittelindustrie, auch Schwefel wird in der Stadt gewonnen.
Die Einwohnerzahl stieg von etwas mehr als 23.000 Einwohnern im Jahr 1991 auf fast 65.000 im Jahr 2009.